# Ulysses (Oper)
Ulysses ist eine Barock-Oper in einem Prolog und drei Akten von Reinhard Keiser (Musik) mit einem Libretto von Friedrich Maximilian von Lersner. Das Werk wurde erstmals im November 1722 im Hoftheater Kopenhagen aufgeführt. Der Text basiert auf der 1703 in der Académie royale de musique mit der Musik von Jean-Féry Rebel aufgeführten französischen Oper Ulysse von Henri Guichard.

## Handlung
Bei dem Stück handelt es sich um eine Huldigung an das dänische Königspaar Friedrich IV. und Sophie, deren „eheliche Treue“ durch die beiden Hauptpersonen Ulysses und Penelope symbolisiert wurde. Der Geburtstag Friedrichs wird im Prolog gewürdigt.
Der Inhalt der Oper behandelt die Rückkehr des Ulysses (Odysseus) nach Ithaka nach dem Trojanischen Krieg und seiner zehnjährigen Odyssee. Er unterscheidet sich deutlich von Homers Epos. Trotz Ulysses’ langer Abwesenheit ist seine Frau Penelope ihm treu geblieben. Urilas, einer ihrer enttäuschten Verehrer, verbündet sich mit der Zauberin Circe. Diese war nach Ithaka gekommen, um Ulysses mit ihrer Magie zu verführen. Sie ruft höllische Geister herbei, die Penelope dazu bringen sollen, Urilas zu lieben. Penelope bleibt jedoch standhaft. Als Ulysse in Ithaka angekommen ist, begegnet ihm zunächst Circe. Sie teilt ihm mit, dass Penelope plane, ihn zu töten. Außerdem gibt sie ihm ein magisches Schwert, das ihn glauben lässt, er liebe nicht Penelope, sondern sie. Als Penelope ihn freudig willkommen heißt, beschuldigt er sie des Verrats. Ulysses Hauptmann Eurilochos hat die Hintergründe herausgefunden. Er nimmt Ulysses das Schwert weg und bricht so den Zauber. Die wütende Circe versucht, Penelope zu erstechen, aber der Gott Mercurius greift ein und vertreibt sie. Nachdem er einen Aufstand des Urilas niedergeworfen hat, wird Ulysses glücklich mit Penelope vereint. Die Oper endet mit einem weiteren Lobpreis auf König Friedrich und seine Königin.

## Gestaltung
Der Ulysses zählt zu Keisers eindrucksvollsten Arbeiten. Neben intensiven dramatischen Momenten gibt es leichte anmutige Stellen. Hervorzuheben ist auch die Verwendung von vier Trompeten in der Ouvertüre. Die Noten dieser Intrada à 9 D-Dur avanti l'opera „Ulysses“ sind separat erschienen. Eine ältere These des Musikwissenschaftlers Friedrich Chrysander, nach der diese Oper eine Umarbeitung von Keisers früherer Doppeloper Circe oder des Ulisses erster Theil und Penelope oder Ulysses ander Theil sei, wurde widerlegt.

## Aufführungsgeschichte
Der für die Uraufführung zuerst vorgesehene Termin am 11. Oktober 1722, dem Geburtstag des Königs, konnte nicht gehalten werden, da die ursprünglich für die Rolle der Penelope vorgesehene Sängerin Margaretha Susanna Kayser kurzfristig schwer erkrankt war. Die Aufführung konnte erst im November stattfinden. Die ersatzweise eingesprungene Sängerin bestand darauf, vier italienische Arien in die ursprünglich rein deutschsprachige Oper einzufügen. Zwei dieser Arien stammten von Giuseppe Maria Orlandini.
In neuerer Zeit wurde die Oper im Jahr 2000 in der Gemäldegalerie des Herzog Anton Ulrich-Museums in Braunschweig in einer Inszenierung von Joachim Rathke aufgeführt. Die musikalische Leitung hatte Christine Hintz-Kosfelder. Die Sänger waren Hale Al Orfali und Anna Manasiants (Circe), Susanna Pütters (Penelope), Miriam Sharoni (Cephalia), Matthias Gerchen (Ulysses), Frank Wörner (Urilas), Raphael Pauß (Eurilochus), Kenneth Bannon (Mercurius und Arpax) und Frank Wörner (Die Zeit).
Eine weitere szenische Aufführung gab es 2001 in der Stadthalle Germering mit der Bayerischen Singakademie unter musikalischen Leitung von Gerd Guglhör und der Regie von Georg Blüml. Hier sangen unter anderem Andreas Dellert (Ulysses), Benedikt Weiss, Stephanie Hampl und Maria Zeichart (Cephalia).
Im Rahmen des Förderprogramms „Niedersachsen dreht auf“ wurde am 14. Oktober 2021 die Oper im Theater auf dem Hornwerk in Nienburg vom Göttinger Barockorchester unter musikalischen Leitung von Antonius Adamske erneut konzertant aufgeführt und live mitgeschnitten.
In der Spielzeit 2022/23 folgte eine weitere Neuinszenierung in der Regie von Nicola Raab im Rokokotheater Schwetzingen. Die Produktion im Rahmen des „Barock-Fests Winter in Schwetzingen“ dirigierte Clemens Flick, der auch eine eigene musikalische Rekonstruktion für diese Koproduktion von Theater und Orchester Heidelberg und Theater Orchester Biel Solothurn besorgte. Sie wurde auf der Homepage des Theaters Heidelberg als „erste szenische Wiederaufführung […] nach 300 Jahren“ beworben. Die Hauptrollen sangen Dora Pavlíková (Circe), Jutta Böhnert (Penelope), Theresa Immerz (Cephalia), Henryk Böhm (Ulysses), Andrew Nolen (Urilas) und João Terleira (Eurilochus).

## Aufnahmen
- 14. Oktober 2021 – Antonius Adamske (Dirigent), Göttinger Barockorchester, Göttinger Barockchor.
 Janno Scheller (Ulysses, Neptunus), Bogna Bernagiewicz (Penelope), Gerald Thompson (Circe, zweiter Geist/Amourette), Markus Brutscher (Jupiter, Eurilochus), Jürgen Orelly (Urilas, die Zeit), Goetz Philip Körner (Arpax, Mercurius), Francisca Prudencio (Cephalia, ein vornehmer Ithacier, erster Geist/Amourette).
 Live aus dem Theater Nienburg.
 Deutschlandfunk Kultur und Coviello Classics COV 92203 (2 CDs).[13][14]